# Emiko Sugi
Emiko Sugi (jap. すぎ 恵美子, Sugi Emiko; * 7. Dezember 1959 in Yokohama, Japan; † 10. Februar 2007 ebenda) war eine japanische Manga-Zeichnerin.
1977 brachte sie in einer Sonderausgabe des Manga-Magazins Shōjo Comic ihre erste Veröffentlichung heraus, die Kurzgeschichte 12-gatsu no Mystery (12月のミステリー, 12-gatsu no misuterī). Für weitere Magazine des Shōgakukan-Verlages, die sich an jugendliche Mädchen richten, – so etwa Cheese!, Petit Comic und Petit Flower – schuf sie in ihrer folgenden Karriere als Comiczeichnerin zahlreiche Mangas. Zu ihren ersten Serien gehörten Aoi koto shitai (AOIことしたい, 1983–1984), Usagi-chan neru (USAGIちゃんねる, 1985–1986) und Adam to Eve no Hōteishiki (アダムとイヴの方程式, 1987–1989). Ihr mit einem Umfang von etwa 2300 Seiten längstes Werk erschien von 1999 bis 2003 unter dem Titel Get You (げっちゅー) in Cheese!. In diesem Manga geht es um die siebzehnjährige Anri, die ihre Jungfräulichkeit unbedingt an ihren Schwarm, einen populären Sänger, verlieren will.
Ihr Werk wurde ins Italienische, Spanische, Chinesische, Koreanische und Indonesische übersetzt. Ihre über 90 Bücher haben sich laut Shōgakukan über achtzehn Millionen Mal verkauft.
Sugi verstarb 2007 im Alter von 47 Jahren an Magenkrebs.